# 神奇传说
《神奇传说》（英語：Tales of Wonder）是1937至1942年出版的英国科幻杂志，由沃尔特·吉林斯主编，威廉·海涅曼旗下的世界之作出版社发行，一同发行的纸浆杂志还有《神秘和侦破传说》与《怪诞传说》。《神奇传说》的稿件费率偏低，但吉林斯还是买到一些好作品发表，同时转载许多美国科幻杂志文章。世界之作的同期其他杂志都只发行一期，所以《神奇传说》显然更加热卖。
亚瑟·查理斯·克拉克卖出的前两部作品和威廉·F·坦普尔发表的第一部小说均在《神奇传说》刊登，吉林斯选登的还有约翰·温德姆的部分早期文章，以及埃里克·弗兰克·罗素的《普雷特》。美国作家方面除转载默里·伦斯特和杰克·威廉森的作品外，也有劳埃德·艾什巴赫的《摆脱过去》和··米克的《心态机器》等原创小说。第二次世界大战爆发后，杂志因吉林斯应召入伍和纸张短缺越来越难以维系，最终标识1942年春的第16期成为绝响。《神奇传说》不是首本英国科幻杂志，但却是该国第一本面向成人市场的科幻杂志，其成功足以证明英国也有科幻杂志生存的土壤。

## 出版史
1926年，美国首本纯科幻杂志《惊人故事》（Amazing Stories）面世，并且很快就像其他美国杂志一样出口英国。1934年，培生集团出版第一本英国科幻杂志《独家新闻》，该书为周刊，小报尺寸，主要面向青少年市场。不久，杂志主编海顿·迪莫克（Haydn Dimmock）收到情节更复杂的成人向小说，他开始在《独家新闻》发布更成熟的作品，但由于连续20期杂志的销量都不理想，培生集团决定停刊，导致英国出版商普遍认为该国没有科幻出版物的生存空间。
面对如此局面，斯特兰德杂志出版商乔治·纽尼斯有限公司偏不信邪，仅一年后就决定发行四本纸浆杂志，其中就有一本专攻科幻文学。主编斯坦霍普·斯普里格（T. Stanhope Sprigg）在寻找优秀作品的过程中得到英国科幻文学读者，从20世纪30年代初开始就是科幻爱好者团体积极分子的沃尔特·吉林斯（Walter Gillings）协助，但经过15个月的蕴酿，项目最终搁置。吉林斯接下来又找到威廉·海涅曼（William Heinemann）旗下的世界之作（The World's Work）出版社，该公司此时已推出多部“惊悚大师”系列出版物，如《神秘和侦破传说》（Tales of Mystery and Detection）和《怪诞传说》（Tales of the Uncanny）等。吉林斯曾听闻世界之作计划发行科幻杂志，然而传言非实，只是在他的劝说下才改变主意。世界之作要求吉林斯搜集八万字的素材制作创刊号试水，该司此前转载过大量美国虚构文学作品，只需支付转载版权费用，所以稿酬费率远达不到原创作品标准。吉林斯获得的预算为每千字十先令六便士，作家完全可以选择费率更高的美国杂志。大部分美国作家对这么低的费率毫不起劲，只有部分新手将之视为开拓英国市场的宝贵机遇。
《神奇传说》创刊号于1937年6月问世，销量甚佳，促使世界之作继续出版，并从1938年春开始以季刊周期发行，其间偶有延误。惊悚大师系列的其他杂志都在一期后停刊，这也证明《神奇传说》颇为畅销。新杂志的成功促使乔治·纽尼斯有限公司意识到当初搁置杂志之举实属不智，于1938年推出《奇幻》（Fantasy）同《神奇传说》竞争。
1939年爆发的第二次世界大战虽未立即导致纸张短缺，但还是从1940年4月开始定量配给，杂志此前已经从128页减至96页，到1941年又降至72页。吉林斯应召入伍后一度在军营坚持编辑，但杂志最终还是在推出1942年春季刊后停发。

## 内容和影响
20世纪30年代中期，美国科幻杂志刊登的作品已从早期简单的冒险小说转变得更加复杂。吉林斯认为，英国读者此时未必熟悉美国科幻小说的发展，所以没有必要寻求创新和原创。《神奇传说》创刊号刊登约翰·温德姆（John Wyndham）署名约翰·贝农（John Beynon）的早期作品《完美生物》（The Perfect Creature），还有埃里克·弗兰克·罗素（Eric Frank Russell）的《普雷特》（The Prr-r-eet）。第二期登有温德姆的另一部作品《火星沉睡者》（Sleepers of Mars）和威廉··坦普尔（William F. Temple）的《月球小人国》（Lunar Lilliput），其中《月球小人国》是坦普尔售出的第一篇科幻小说。第二期还有转载戴维·凯勒（David H. Keller）的《速记员的手》（Stenographer's Hands），吉林斯声称刊登该文是为了让英国读者了解美国科幻文学的发展，但实际上不过是他未能从英国作家手中买到足够的高品质小说。
吉林斯重印的其他小说包括默里·伦斯特的《疯狂行星》（The Mad Planet）及续作《赤色沙尘》（The Red Dust），以及杰克·威廉森的《金属人》（The Metal Man）和《月球时代》（The Moon Era），其中《金属人》是威廉森卖出的第一部作品，两位作者都是美国人，但吉林斯的构想还是尽量争取转载英国作家在美国市场发表的文章。此外，重印作品源头并不局限在美英两国作家或美国纸浆杂志市场，吉林斯也曾转载澳大利亚作家·库茨·阿莫尔（R. Coutts Armour）署化名库茨·布里斯班（Coutts Brisbane）的小说《行星毁灭者》（The Planet Wrecker），该文曾于1914年在《红色杂志》（The Red Magazine）发表。
《神奇传说》也有部分美国作家的原创文章，如劳埃德·艾什巴赫（Lloyd A. Eshbach）的《摆脱过去》（Out of the Past）和··米克的《心态机器》（The Mentality Machine）。吉林斯还向读者举办征文比赛，其中一次的赢家肯·布尔默（Ken Bulmer）之后成为英国科幻小说名家，杂志也鼓励科幻文学爱好者投稿文章及其他素材。通过这些创作激励手段崭露头角的作家中最富盛名的无疑是亚瑟·查理斯·克拉克，他最早发表的两部作品都刊登在《神奇传说》上，分别是1938年冬的《男人的明日帝国》（Man's Empire of Tomorrow）和1939年夏的《马上发射到月球》（We Can Rocket to the Moon—Now!）。
科幻史学家麦克·阿什利（Mike Ashley）称赞《神奇传说》充满活力，生动有趣。杂志的热销证明，虽有《独家新闻》前车之鉴，但英国仍有成人科幻文学市场。1939年，乔治·纽尼斯有限公司面对《神奇传说》的成功吃起回头草，推出《奇幻》竞争。

## 书目详细信息
|                                                                                          | 冬 | 春 | 夏 | 秋 | 冬 |
| 1937                                                                                     |    |    |    |    | 1  |
| 1938                                                                                     |    | 2  | 3  | 4  | 5  |
| 1939                                                                                     |    | 6  | 7  | 8  | 9  |
| 1940                                                                                     |    | 10 | 11 | 12 |    |
| 1941                                                                                     | 13 | 14 |    | 15 |    |
| 1942                                                                                     |    | 16 |    |    |    |
| 《神奇传说》出版详细信息，表格最左侧是年份， 上方是季度，全部16期均由沃尔特·吉林斯主编。 |    |    |    |    |    |

《神奇传说》共发行16期，均为纸浆杂志规格，沃尔特·吉林斯主编，最初有128页，1939年冬开始减至96页，1940年秋又降至80页，最后三期只有72页，定价始终保持一先令。杂志没有卷号，仅按出版顺序排下期号。

## 脚注
1. 1 2 3 4 5  Ashley (2000), pp. 127–131.
2. 1 2 3 4  Harbottle & Holland (1992), p. 15.
3. 1 2  Ashley (1985a), pp. 254–256.
4. 1 2 3 4 5 6 7 8 9  Ashley (1985b), pp. 652–654.
5. ↑  Brisbane Coutts.
6. ↑  Tuck (1982), p. 598.